# Вулиця Коваля (Донецьк)
Вулиця Коваля — одна з вулиць міста Донецька. Розташована між вулицею Донецькою та проспектом Лагутенка.

## Історія
Вулиця названа на честь Андрія Коваля, борця за радянську владу.

## Опис
Вулиця Коваля знаходиться у Ворошиловському районі. Починається від вулиці Лагутенка і завершується вулицею Донецькою. Довжина вулиці становить близько кілометра.